# Pero Tutavac Bilić
Pero Tutavac Bilić (ponekad Petar Tutavac, Dančanje, 9. srpnja 1913. – Buenos Aires (Bonezajer), 9. listopada 1985.), hrvatski publicist, pisac, prevoditelj i jezikoslovac. Tutavac je bio neumornim promicateljem hrvatske kulture i hrvatskoga jezika u Argentini.

## Životopis
Tutavac je u Argentinu stigao poslije Drugoga svjetskoga rata. Bio je novinarom, te se je istim poslom nastavio baviti i nakon dolaska u Argentinu. Dobro je poznavao Savića Markovića Štedimliju.

## Jezikoslovno djelovanje
Njegovo se ime spominje kao jedno od značajnijih jezikoslovnih imena u hrvatskomu iseljeništvu, zajedno s imenima Branka Franolića u Engleskoj, Vinka Grubišića i Antuna Kneževića u Njemačkoj, te Krste Spalatina i Ante Kadića u SAD-u.
Tutavac je svoj pravopis temeljio na ikavici, a kako piše u Pogovoru njegovoga Pravopisa hrvatskog jezika, pomogli su mu kao suradnici: Zvonimir Fržop, Ante Gazzari (Tonko), Vladislav Luburić i Aleksandar Zoričić, te hrvatski pisci i književnici Željko Bebek, Stipan Fištrović, Duško Kalebić i Nikola Kežić i drugi čija imena zbog raznovrsnih razloga nije spomenuo. Osobitu zahvalu dao je Frani Joviću čije su kritičke napomene posebno pridonijele njegovomu ostvaraju. Tutavac je svoj Pravopis dovršio 18. kolovoza 1971., dok je pogovor napisao ranije, 9. srpnja 1971. godine. Peti dio Pravopisa je trebao biti Pravopisni Ričnik u istom obimu kao i sam Pravopis. Jedna od odrednica njegovoga Pravopisa je i preuzimanje zemljopisnih naziva iz jezika posrednika u slučajevima dalekih krajeva (primjerice: Bombay, Burma, Peking), te isto tako i imena i prezimena iz dalekih krajeva (Gamal Abdel Nasser). U Pravopisu i u Sedam pečeta hrvatske povistnice naglašava pravo crnogorskoga naroda na svoju samobitnost, na crnogorski jezik i crnogorsku državu. Tutavac je u hrvatsku abecedu uveo posebne znakove za slovo dž: Ď i ď, te preuzeo iz Akademijina Rječnika umjesto slova nj znakove Ń i ń, dok je umjesto slova lj uveo znakove Ł i ł.

## Prevoditeljstvo
Preveo je djelo Joséa Hernándeza – El Gaucho Martín Fierro, koje je tiskao 1972., 1976. i 1978. godine. Djelo je predstavio široj javnosti 20. srpnja 1977. u argentinskomu P.E.N.-u. Tutavac se pokazao vrsnim poznavateljem hrvatske epske narodne poezije, deseterac mu se odlikuje pravim ritmom, a prijevode krasi ljepota i unutarnji sklad.
Njegovim je zalaganjem 1981. godine osnovana Udruga prevoditelja Martín Fierro, kojoj je Tutavac bio tajnikom.

## Tutavčeve ocjene
U Argentini je ranih 1960-ih Tutavac Bilić u cilju spašavanja hrvatskoga jezika osnovao izdavačku kuću Napridak, koja je objavila nekoliko – najvećma Tutavčevih – knjižica pisanih ikavicom. Po Tutavčevim riječima, u to se vrijeme u Socijalističkoj Republici Hrvatskoj pisalo po naređenju iz Beograda. Svitlenik i Napridak su imali za cilj vratiti Hrvatima njihov izvorni jezik.
Po Tutavcu, nova partizanska Jugoslavija, ne samo da je nastavila s provođenjem starog četničkog plana ― već je otvoreno nastupila i s tzv. srpsko-hrvatskim pravopisom, u kojemu, prema njihovom vlastitom priznanju imade tek 10 posto hrvatskih riči (podcrtao P. T. B.).

## Djela
(popis nepotpun)
1. Petar Tutavac, »Zašto se stanovnici Glavica preseljuju« // Napretkova Uskrsna knjiga, Sarajevo, 4/1938., str. 80. – 83.
2. Svitnjaci, Sarajevo : Tisak "Nove tiskare", 1942.
3. Petar Tutavac, »Pozlaćena zemlja« // Hrvatski narod, Zagreb, 6/1944., br. 923., str. 11. – 12.
4. Petar Tutavac, »Neretvanske lađe i njihovi graditelji« // Hrvatski narod, Zagreb, 7/1945., br. 1132., str. 3.
5. Petar Tutavac, »Gradnja neretvanskih lađa i građevno tvorivo« // Hrvatski narod, Zagreb, 7/1945., br. 1267., str. 6.
6. Hrvatski jezik nad ponorom : (srbijanštine po emigrantskom tisku), Buenos Aires : Napridak, 1963.
7. Autodiskvalifikacija nekih profesora, Buenos Aires : Napridak, 1965.
8. Tu bo beša ― pervoe, Buenos Aires : Napridak, [1970.]
9. Pravopis hrvatskog jezika : [posvećuje Otcu Hrvatske Kńiževnosti : Marku Maruliću, Splićaninu, prigodom 450-godišńice tiskańa »Judite« 1521 ― 1971.]. Priručno izd., Buenos Aires : Svitlenik, 1971.
10. Preveo je djelo Joséa Hernándeza – Martín Fierro, Svitlenik, 1972., 1976. i 1978.
11. Opržena Iskra ili Nepobitni dokaz različitosti hrvatskoga i srbskog jezika, Buenos Aires : Svitlenik, 1975.
12. Na izvorištu hrvatstva : Jadran, Buenos Aires : Svitlenik, 1979.
13. Sedam pečeta hrvatske povistnice, Buenos Aires : Akademija hrvatskog jezika, Svitlenik, 1984.

### Časopisi
(popis nepotpun)
U Mendozi je pokrenuo tromjesečnik Napridak (1954. – 1967.). Pomoću časopisa zagovara uvođenje ikavice kao temelja za hrvatski književni i narodni jezik. U cilju spašavanja hrvatskoga jezika osnovao je i izdavačku kuću Napridak. Poslije prestanka lista Napridak pokrenuo je s nekoliko profesora hrvatskoga jezika tromjesečnik Svitlenik (1968.) s istim ciljem. Svitlenik, kńiževno-znanstveni tiskopis izvornim hrvatskim jezikom i pravopisom; izlazio je do 1985. godine. Tutavac je surađivao u Studia Croatica, Hrvatskoj reviji, Hrvatskomu narodu, Večernjoj pošti i drugdje. Tutavac je bio jedno vrijeme urednik »Hrvatske«, ali je odstupio, jer se nije slagao s J. Markovićem i njegovim nastupima.

### Uredio djela
(popis nepotpun)
- Los Croatas en Mendoza y en el mundo, Mendoza : "Jadran", 1954.
- Išidice, Vladislava Luburića, 1973. (17. siječnja 1974.)

## Unutarnje poveznice
- Hrvati u Argentini
- Ante S. Tutavac
- Akademija hrvatskog jezika u Buenos Airesu
- Apel hrvatskih književnika i pisaca u emigraciji (tekst Apela je sročio Krsto Spalatin)[3]
- Hrvatski ikavski preporod (izvorno:  Hrvatski Ikavski Priporod)